# Las Vegas Strip
Las Vegas Strip (også kendt som The Strip) er 6.4 kilometer af Las Vegas Boulevard South, der er hovedgaden i Las Vegas, med utallige hoteller, spillekasinoer og underholdningsshows.
På trods af navnet er det kun en meget lille del af "The Strip", der ligger i selve Las Vegas, nemlig strækningen nord for Sahara Avenue. Resten af gaden ligger i forstæderne Paradise og Winchester. Dermed er Stratosphere det eneste af The Strips mange hoteller, som ligger inden for Las Vegas' bygrænse.

## Hoteller på The Strip
| NORD, mod Fremont Street                               | NORD, mod Fremont Street                                  | NORD, mod Fremont Street |
| ------------------------------------------------------ | --------------------------------------------------------- | ------------------------ |
|                                                        | ↑                                                         |                          |
| Stratosphere                                           |                                                           |                          |
|                                                        |                                                           |                          |
|                                                        |                                                           |                          |
|                                                        |                                                           |                          |
|                                                        |                                                           |                          |
|                                                        |                                                           |                          |
|                                                        |                                                           |                          |
| Sahara Avenue                                          | Sahara Avenue                                             |                          |
| Hilton Grand Vacations Club Circus Circus Hotel        | Sahara (lukket)                                           |                          |
| Hilton Grand Vacations Club Circus Circus Hotel        |                                                           |                          |
| Hilton Grand Vacations Club Circus Circus Hotel        | Riviera                                                   |                          |
| Echelon Place                                          |                                                           |                          |
| Convention Center Drive                                |                                                           |                          |
|                                                        | Encore                                                    |                          |
| Fashion Show Mall                                      |                                                           |                          |
|                                                        | Wynn Las Vegas                                            |                          |
| Spring Mountain Road                                   | Sands Avenue                                              |                          |
| Treasure Island                                        | The Palazzo                                               |                          |
| Treasure Island                                        | The Venetian                                              |                          |
| The Mirage                                             | Casino Royale                                             |                          |
| The Mirage                                             | Harrah's                                                  |                          |
| The Mirage                                             | Imperial Palace                                           |                          |
| Caesars Palace                                         | Flamingo                                                  |                          |
| Caesars Palace                                         | The Cromwell (tidligere: Bill's Gamblin' Hall and Saloon) |                          |
| Flamingo Road                                          | Flamingo Road                                             |                          |
| Bellagio                                               | Bally's                                                   |                          |
| Bellagio                                               | Paris                                                     |                          |
|                                                        | Planet Hollywood                                          |                          |
|                                                        | Harmon Avenue                                             |                          |
| Project City Center                                    |                                                           |                          |
| Monte Carlo                                            |                                                           |                          |
| New York-New York                                      | MGM Grand                                                 |                          |
| Tropicana Avenue                                       | Tropicana Avenue                                          |                          |
| Excalibur                                              | Tropicana                                                 |                          |
| Luxor                                                  |                                                           |                          |
| Four Seasons, Mandalay Bay                             |                                                           |                          |
| Russell Road                                           |                                                           |                          |
|                                                        | ↓                                                         |                          |
| SYD, mod Interstate 215 McCarran International Airport |                                                           |                          |